# Daniel Klaus
Daniel Klaus (* 10. September 1972 in Wiesbaden) ist ein deutscher Schriftsteller.

## Leben
Daniel Klaus wurde 1972 in Wiesbaden geboren und wuchs in Niedernhausen im Taunus auf. Von 1992 bis 2001 studierte er Evangelische Theologie an der Johannes Gutenberg-Universität in Mainz und an der Humboldt-Universität zu Berlin, unterbrochen von 1999 bis 2000 durch einen Auslandsaufenthalt in Paris. Seit Abschluss seines Studiums arbeitet er als freier Autor. Neben regelmäßigen Veröffentlichungen in Literaturzeitschriften schreibt er u. a. Kolumnen für die Stuttgarter Zeitung, die taz und die Wochenzeitung Freitag. Daniel Klaus lebt in Berlin und Istanbul.

## Werke
- Prosa und Lyrik, zahlreiche Veröffentlichungen u. a. in: Am Erker, Macondo, Lichtungen, Podium, Das Magazin, zugetextet.com, im SWR-Rundfunk sowie in diversen Anthologien

## Auszeichnungen
- 2000 Walter-Serner-Preis
- 2003 Literaturpreis Ruhrgebiet (Förderpreis)
- 2004 Alfred-Döblin-Stipendium der Berliner Akademie der Künste
- 2006/2007 Stipendium der Stiftung Preußische Seehandlung